# Dombeya biumbellata
Dombeya biumbellata là một loài thực vật có hoa trong họ Cẩm quỳ. Loài này được Baker mô tả khoa học đầu tiên năm 1887.